# Cheimophila
Cheimophila är ett släkte av fjärilar. Cheimophila ingår i familjen praktmalar, (Oecophoridae).
Kladogram enligt Catalogue of Life:
| Cheimophila | \| \| Cheimophila fumida \| \| \| \| \| \| Cheimophila rufocrinitalis \| \| \| \| \| \| Cheimophila salicella \| \| \| \| |
|             | \| \| Cheimophila fumida \| \| \| \| \| \| Cheimophila rufocrinitalis \| \| \| \| \| \| Cheimophila salicella \| \| \| \| |
|             | Cheimophila fumida |
|             | |
|             | Cheimophila rufocrinitalis                                                                                                |
|             | |
|             | Cheimophila salicella |
|             | |